# Niklas Moisander
Niklas Moisander   (Turku, 29 de setembre de 1985) és un futbolista finlandès, juga com a defensa o lateral esquerre i actualment juga a l'Ajax d'Amsterdam neerlandès. Ha estat internacional 21 vegades amb la selecció de futbol de Finlàndia, de la qual és capità causa de la retirada dels antics capitans Jari Litmanen, Sami Hyypiä, Jussi Jääskeläinen i Jonathan Johhanson.